# Протоплатформа
Протоплатформа (рос. протоплатформа, англ. protoplatform, нім. Prototafel f) — найдавніша структура платформного типу, яка виникла на місці архейських складчастих зон після завершення їх геосинклінального (протогеосинклінального) розвитку. Релікти протоплатформ розрізняють у Алданському, Балтійському та інших щитах.